# Юаньчжоу (Нинся)
Юаньчжо́у (кит. упр. 原州, пиньинь Yuánzhōu) — район городского подчинения городского округа Гуюань Нинся-Хуэйского автономного района (КНР). Район назван в честь административной единицы, чьи власти располагались в этих местах в средневековье.

## История
Ещё в эпоху Воюющих царств эти земли вошли в состав царства Цинь, и в IV в. до н. э. были созданы уезды Уши (乌氏县) и Чаона (朝那县). При империи Хань эти места вошли в состав округа Аньдин (安定郡).
При империи Северная Вэй в 524 году была создана область Юаньчжоу (原州), власти которой разместились в посёлке Гаопин; области подчинялись округа Гаопин (高平郡) и Чанчэн (长城郡). При империи Суй в 607 году область Юаньчжоу была расформирована, а вместо неё был создан округ Пинлян (平凉郡). При империи Тан в 618 году округ Пинлян был упразднён, а вместо него была вновь создана область Юаньчжоу. В 742 году область Юаньчжоу была вновь переименована в округ Пинлян.
После монгольского завоевания страна была разделена на регионы-лу, и эти места вошли в состав региона Кайчэн (开成路), здесь находились области Кайчэн (开成州) и Гуанъань (广安州).
При империи Мин в 1445 году здесь была создана область Гуюань (固原州), названная так в честь древней области Юаньчжоу, а в 1469 году — Гуюаньский гарнизон (固原卫).
При империи Цин область Гуюань была поднята в статусе до «непосредственно управляемой» (то есть стала подчиняться напрямую властям провинции Ганьсу, минуя промежуточное звено в виде управы). После Синьхайской революции в Китае была проведена реформа административного деления, и области с управами были упразднены; в 1913 году на землях, ранее напрямую подчинённых властям области Гуюань был создан уезд Гуюань (固原县).
В 1936 году на территорию уезда Гуюань пришли войска китайских коммунистов, завершавшие Великий поход, и в северной части уезда был образован уезд Губэй (固北县), но в 1938 году он был расформирован. В 1943 году на стыке уездов Гуюань, Хайюань, Лундэ, Цзиннин и Хуэйнин был создан уезд Сицзи.
В 1949 году был образован Специальный район Пинлян (平凉专区) провинции Ганьсу, и уезд вошёл в его состав.
В 1953 году уезды Сицзи, Хайюань и Гуюань были объединены в Сихайгу-Хуэйский автономный район (西海固回族自治区) провинции Ганьсу. В 1955 году он был переименован в Гуюань-Хуэйскую автономную область (固原回族自治州) провинции Ганьсу.
В 1958 году был создан Нинся-Хуэйский автономный район. Гуюань-Хуэйская автономная область была расформирована, и уезд вошёл в состав Специального района Гуюань (固原专区) Нинся-Хуэйского автономного района. В 1970 году специальный район Гуюань был переименован в Округ Гуюань (固原地区).
В 1983 году восточная часть уезда Гуюань была выделена в отдельный уезд Пэнъян.
Постановлением Госсовета КНР от 7 июля 2001 года были расформированы округ Гуюань и уезд Гуюань, и образован городской округ Гуюань; территория бывшего уезда Гуюань стала районом Юаньчжоу в его составе.

## Административное деление
Район делится на 3 уличных комитетов, 7 посёлка и 4 волости.